# Liste des pays qui ont reconnu l'indépendance des États-Unis
Liste chronologique des États qui ont reconnu l'indépendance des États-Unis.

## Liste
| Pays                                    | Date              | Notes |
| --------------------------------------- | ----------------- | --- |
| Royaume de France                       | 6 février 1778    | Principal acteur étranger dans la révolution américaine. |
| Provinces-Unies                         | 19 avril 1782     | |
| Royaume d'Espagne                       | 21 juin 1779      | |
| Royaume de Suède                        | 3 avril 1783      | |
| Royaume de Grande-Bretagne              | 3 septembre 1783  | |
| Principauté de Brunswick-Wolfenbüttel   | 3 septembre 1783  | |
| États pontificaux                       | 15 décembre 1784  | États du Pape à Rome. |
| Empire russe                            | 9 juillet 1785    | |
| Empire chérifien                        | 28 juin 1786      | |
| Royaume de Portugal                     | 13 mai 1791       | |
| Danemark-Norvège                        | 9 juin 1792       | |
| Régence d'Alger                         | 5 septembre 1795  | La régence d’Alger reconnait les États-Unis depuis 1795 via la signature du traité de paix et d'amitié entre les États-Unis et la régence d'Alger, les États-Unis ont souligné que la régence d’alger avait reconnu son indépendance lors de la signature de ce traité. |
| Archiduché d'Autriche                   | 17 février 1797   | |
| Empire ottoman                          | 11 février 1830   | |
| Royaume de Sardaigne                    | 29 septembre 1802 | |
| Oman                                    | 21 septembre 1833 | |
| Chine (dynastie Qing)                   | 16 juin 1844      | |
| Perse                                   | 28 juin 1850      | |
| Shogunat Tokugawa                       | 31 mars 1854      | |
| Royaume d'Italie                        | 11 avril 1861     | |
| Principauté de Serbie                   | 14 octobre 1881   | |
| Corée (dynastie Joseon)                 | 22 mai 1882       | Divisé depuis 1945 en deux États souverains et antagonistes, la Corée du Nord et la Corée du Sud. |
| Éthiopie                                | 27 décembre 1903  | |
| Principauté du Monténégro               | 30 octobre 1905   | Avant qu'il ne rejoigne le futur royaume de Yougoslavie en 1918. |
| Royaume des Serbes, Croates et Slovènes | 10 février 1919   | |
| Émirat d'Afghanistan                    | 26 juillet 1921   | |
| Principauté d'Albanie                   | 28 juillet 1922   | |
| Canada                                  | 18 février 1927   | |
| Union d'Afrique du Sud                  | 5 novembre 1929   | |
| Royaume d'Irak                          | 9 janvier 1930    | |
| Taïwan                                  | 19 décembre 1949  | |
| État du Viêt Nam                        | 7 février 1950    | |
| Bosnie-Herzégovine                      | 7 avril 1992      | |
| Slovénie                                | 7 avril 1992      | |
| Macédoine                               | 9 février 1994    | |
| Timor oriental                          | 20 mai 2002       | |
| Kosovo                                  | 18 février 2008   | |
| Soudan du Sud                           | 9 juillet 2011    | |